# Meziane Ighil
Meziane Ighil (Argel, Argelia francesa, 12 de enero de 1952) es un exfutbolista y entrenador de fútbol de Argelia que jugaba en la posición de lateral izquierdo.

## Carrera

### Club
Jugó toda su carrera con el NA Hussein Dey de 1971 a 1986, con el que ganó la copa de Argelia en 1979 y llegó a la final de la Recopa Africana 1978.

### Selección nacional
Debutó con Argelia el 3 de junio de 1973 en la derrota por 0-2 ante Brasil en un partido amistoso en Argel. Jugó en 13 ocasiones hasta 1982 y anotó un gol; participó en la Copa Africana de Naciones donde jugó en el partido por el tercer lugar ante Zambia.

### Entrenador
| Periodo   | Club              |
| --------- | ----------------- |
| 1987–1988 | WA Casoral        |
| 1988–1992 | NA Hussein Dey    |
| 1992–1993 | Argelia           |
| 1993–1995 | Raja Casablanca   |
| 1996–1998 | USM Blida         |
| 1998–1999 | Argelia           |
| 2005–2006 | Argelia U23       |
| 2005–2006 | Argelia           |
| 2010–2011 | ASO Chlef         |
| 2011-2012 | JS Kabylie        |
| 2012-2013 | USM Alger         |
| 2013-2014 | ASO Chlef         |
| 2014-2015 | NA Hussein Dey    |
| 2015-2016 | MC Alger          |
| 2017      | DRB Tadjenanet    |
| 2019      | NA Hussein Dey    |
| 2019      | RC Relizane       |
| 2020-2021 | JS Saoura         |
| 2021      | ASO Chlef         |
| 2021      | HB Chelghoum Laïd |
| 2021–2022 | WA Tlemcen        |

## Encarcelado
El 21 de mayo de 2007 Ighil fue condenado a tres años de cárcel por su rol en el Caso Rafik Khalifa. Terminaría su condena el 1 de enero de 2010.

## Logros

### Jugador
- Copa de Argelia (1): 1979

### Entrenador
- Campeonato Nacional de Argelia (1): 2011[6]